# タコノアシ
タコノアシ（蛸の足、学名：Penthorum chinense）はタコノアシ科の多年草。タコノアシ属は、2-3種が東アジア・北アメリカ東部に分布する。赤い実を付けた姿がタコの足のようになることからこの名がある。
かつてはユキノシタ科とされていた。花の形態などはベンケイソウ科にも近く、ベンケイソウ科に入れる説もあった（ただし多肉ではない）。APG植物分類体系では、独立のタコノアシ科（Penthoraceae）とし、ユキノシタ科およびベンケイソウ科と共通のユキノシタ目に入れる。

## 特徴
日本の本州（青森県岩木川流域）から沖縄諸島のほか東アジア一帯に分布し、湿地や沼、休耕田など、湿った場所に生育する。
高さは数十cmで、細長い葉がらせん状につく。放射状に数本に分かれた総状花序を茎の先につけ、その上側に9月頃小さい花を多数開く。これを上から見ると、吸盤のついた蛸の足を下から見たのに似ている。花はがく・花弁が各5枚、雄蕊が10本ある。雌蕊は心皮5個からなり下部で合着する。晩秋になると蒴果が熟し、また全草が紅葉する（ゆで蛸のようになる）。
元来は河川下流域・河口域の湿地、水田周辺などに生育していたものでそう珍しいものではなかったが、そのような環境が喪失したことが減少の大きな原因とみられる。また撹乱依存戦略をとる植物であることから、群落の長期維持には適度な除草が必要である。競合する植物としてはセイタカアワダチソウ・ツルマメ・チガヤ・オギ・ヨシなどがある。繁殖力の弱いものではなく、土壌シードバンクを形成するためちょっとした湿地に一気に繁殖する様子もみられる。

## 保全状態評価
準絶滅危惧（NT）（環境省レッドリスト）
2007年8月レッドリスト。以前の環境省レッドデータブックでは絶滅危惧II類(VU)